# Francia U18-as labdarúgó-válogatott
A francia U18-as labdarúgó-válogatott Franciaország U18-as nemzeti csapata, melyet a Francia labdarúgó-szövetség (franciául: Fédération Française de Football) irányít.

## Jelenlegi keret
A 2015-ös Szuvon JS Kupára nevezett keret.
| Szám | Poszt | Név               | Születési dátum / Kor        | Válogatottság | Gólok | Klub            |
| ---- | ----- | ----------------- | ---------------------------- | ------------- | ----- | --------------- |
|      | K     | Paul Bernardoni   | 1997. április 18. (27 éves)  | 3             | 0     | Troyes          |
|      | K     | Louis Deschateaux | 1997. április 16. (27 éves)  | 0             | 0     | Caen            |
|      | V     | Enock Kwateng     | 1997. április 9. (27 éves)   | 4             | 0     | Nantes          |
|      | V     | Olivier Boscagli  | 1997. november 18. (27 éves) | 2             | 0     | Nice            |
|      | V     | Theo Hernández    | 1997. október 6. (27 éves)   | 1             | 0     | Atlético Madrid |
|      | V     | Issa Diop         | 1997. január 9. (28 éves)    | 0             | 0     | Toulouse        |
|      | V     | Clément Michelin  | 1997. május 11. (27 éves)    | 0             | 0     | Toulouse        |
|      | V     | Nordi Mukiele     | 1997. november 1. (27 éves)  | 0             | 0     | Laval           |
|      | KP    | Théo Chendri      | 1997. május 27. (27 éves)    | 5             | 1     | Barcelona       |
|      | KP    | Teddy Bouriaud    | 1997. január 3. (28 éves)    | 4             | 0     | Nantes          |
|      | KP    | Ismael Bennacer   | 1997. december 1. (27 éves)  | 1             | 0     | Arles-Avignon   |
|      | KP    | Amín Hárít        | 1997. június 18. (27 éves)   | 0             | 0     | Nantes          |
|      | KP    | Ibrahima Sissoko  | 1997. október 27. (27 éves)  | 0             | 0     | Brest           |
|      | CS    | Romain Jamrozik   | 1997. november 25. (27 éves) | 5             | 0     | Lille           |
|      | CS    | Florian Ayé       | 1997. január 19. (28 éves)   | 0             | 0     | Auxerre         |
|      | CS    | Irvin Cardona     | 1997. augusztus 8. (27 éves) | 0             | 0     | Monaco          |
|      | CS    | Jordan Tell       | 1997. június 10. (27 éves)   | 0             | 0     | Caen            |
|      | CS    | Guévin Tormin     | 1997. október 28. (27 éves)  | 0             | 0     | Monaco          |